# Nawara Negm
Nawara Negm (Arabisch: نوارة نجم,), ook gespeld als Nawwara Nigm/Nagem/Najem (Caïro, 8 oktober 1973), is een Egyptisch journalist en blogger. Ze is een van de activisten van het eerste uur van de Egyptische Revolutie van 2011.

## Biografie
Negm werd geboren tijdens de Jom Kipoeroorlog sinds 6 oktober 1973 en is een dochter van de dichter Ahmed Fouad Negm en journaliste en literatuurcritica Safinaz Kazem, twee felle tegenstanders van de achtereenvolgende regimes in Egypte. Ze studeerde af met een bachelorgraad in Engels aan de Ain Shams-universiteit in Caïro en werkte daarna voor Nile TV als nieuwsredacteur en vertaler. Daarnaast schreef ze achtereenvolgens voor de kranten El-Helwa, Al-Wafd en Al-Dustour, en daarnaast voor de weekbladen Al-Shabab (De Jeugd, 1992-1994)m Ahram Weekly en Nisf al-dunya (helft van de wereld).
Ze is schrijfster van een weblog dat vanaf circa 2006 een toenemende populariteit kent onder haar leeftijdsgenoten. In dat jaar werden zij en haar moeder uitgenodigd voor de 10 Uur Show (Al Aashera Masa'an) van Mona El Shazly op Droom TV (Drym), om een kritische reactie te geven op de televisieshows tijdens ramadan. Tijdens de uitzending liet Negm en passant haar verontwaardiging kennen dat Al Jazeera beelden had gemaakt van een handvol meisjes die door honderden mannen op straat was aangerand, zonder deze beelden uit te zenden. Nadat El Shazly het incident had onderzocht en breed had uitgemeten in haar uitzending, ontwikkelde het item zich tot een berichtgeving in veel onafhankelijke media. De bekendheid van haar weblog steeg sterk na deze uitzending en sinds het schoenincident tussen Al-Zaidi en president Bush was het sindsdien in haar woorden een regen aan reacties op haar weblog.
Haar doel met het weblog is het uiten van de boosheid van de jonge generatie over de dagelijkse spanningen en de onderdrukking, wat ze tot uiting brengt met teksten die ironisch en bitter van smaak zijn. Haar teksten schrijft ze net als haar vader in de Egyptisch-Arabische spreektaal. Ze voert het weblog onder de naam Gabhet al-tahyiss al-chaabiya, dat zich laat vertalen als Volksfront voor het sarcasme. Ze zet hiermee in feite de lijn voort die jaren eerder al door haar vader werd ingezet en hem tijdens het regime van Sadat al eens een lange gevangenisstraf opleverde vanwege het lanceren van de meest sarcastische campagne tegen een staatshoofd.
Sinds het begin in 2011 was ze een van de leidende figuren van de Egyptische Revolutie. Na de val van Hosni Moebarak en de winst tijdens de democratische verkiezingen met een meerderheid van stemmen voor de Moslimbroederschap, keerde ze zich fel tegen de regering van de nieuwe president Morsi. Het revolutionaire kamp was inmiddels opgedeeld in een pro-Morsi en anti-Morsikamp, waarbij de laatste groep beschuldigd werd de kant van het leger te hebben gekozen. In januari 2012 mondde dit uit tot een aanval op Negm op straat door vijfentwintig pro-Morsiaanhangers, waarbij ze slechts een gezwollen oog opliep. Nadat het leger de macht weer naar zich toegetrokken had, werd ze op 7 juli 2013, samen met de activisten Ahmed Douma en Alaa Abd el-Fattah, vrijgesproken voor een zaak die was aangespannen wegens opruiing tegen de Moslimbroederschap. In januari 2014 werd zij samen met tien andere activisten - waaronder El-Fattah en zijn zus Mona Seif vanwege brandstichting van het hoofdkantoor van presidentskandidaat Ahmed Shafiq veroordeeld tot een voorwaardelijke gevangenisstraf van één jaar.
Ngem werd in 2011 uitgeroepen tot Arabische Revolutie-Vrouw van het Jaar. Een jaar later werd ze na Belal Fadl als tweede Egyptenaar en in het algemeen als tiende Arabisch persoon opgenomen in een gewogen lijst van meest invloedrijke Arabieren op Twitter.